# Design feminista

O design feminista é uma maneira de pensar e criar objetos, espaços e serviços levando em conta as experiências diversas das pessoas, especialmente mulheres e outros grupos que costumam ser deixados de lado nas decisões de projeto. Essa forma de pensar pode ser aplicada em várias áreas, como design gráfico, moda, produtos, tecnologia e até no planejamento das cidades. A proposta é tornar o design mais justo, inclusivo e sensível às diferenças sociais e culturais.

## História
Desde o século XIX, o design já era motivo de críticas de mulheres designers de diversos setores. Um exemplo disto foi a luta de pessoas como Amelia Bloomer, que defendia que roupas deveriam ser mais confortáveis e práticas para as mulheres, o que rompia com padrões rígidos de vestuário impostos pela sociedade. Já naquela época, surgiram propostas para criar cidades com base nas necessidades femininas, desafiando o modelo urbano tradicional .
No século XX, o design feminista passou a incorporar temas como o "faça você mesmo" (DIY), a estética cotidiana, os projetos feitos em parceria com a comunidade local e as ações sustentáveis. Autoras como Cheryl Buckley argumentam como o design foi historicamente moldado por valores essencialmente masculinos, o que consequentemente exclui o trabalho e as experiências das mulheres. Em um artigo que publicou, Buckley questiona por que tantas mulheres foram apagadas da história do design, mesmo tendo participado ativamente dele. Outro exemplo que ilustra o debate é um livro publicado por Judith Rothschild, no qual propõe uma nova forma de pensar o design a partir da vida cotidiana, do cuidado e da experiência das mulheres, valorizando o ambiente doméstico e outros espaços antes considerados "menores" pela sociedade.

## Objetivos
Tudo o que é projetado dentro de uma sociedade, desde móveis, embalagens, aplicativos até cidades, foi projetado por alguém e, muitas vezes, as decisões tomadas durante as etapas de criação são realizadas por um grupo limitado de pessoas, em sua grande maioria homens, o que faz com que as necessidades de outras pessoas não sejam consideradas no processo. O design feminista propõe mudar esse cenário, uma vez que valoriza diferentes vivências e formas de estar no mundo, que consideram não apenas gênero, como também raça, classe, deficiência e orientação sexual. A escritora Chimamanda Ngozi Adichie defende que o feminismo é também uma forma de entender como o design pode ser uma ferramenta importante nessa transformação.

### O design através do feminismo
Algumas ideias centrais são:
- Ouvir as pessoas que vão usar o produto ou serviço;
- Incluir mulheres e outros grupos durante a tomada de decisões;
- Evitar estereótipos;
- Respeitar a diversidade de corpos e modos de vida;
- Colocar o bem-estar das pessoas como prioridade no processo de criação.[7][8]

Essas ideias aparecem em projetos feitos de forma participativa, onde as pessoas envolvidas são convidadas a colaborar com o projeto desde o início. A pesquisadora Shaowen Bardzell, por exemplo, propõe que o design feminista se deve ser basear em valores como o pluralismo, a participação e o cuidado com o impacto social e ambiental dos projetos. Em outro exemplo, Sasha Costanza-Chock, em seu livro entitulado Design Justice, apresenta métodos para tornar projetos mais inclusivos, com foco nas comunidades mais diretamente afetadas por eles. Em vez de pensar apenas em inovação, o design feminista propõe ouvir e aprender com quem já vive a desigualdade no dia a dia.

## Exemplos e experiências

### Cidades e design feminista
Na época da construção de muitas cidades, estas foram pensadas para atender ao estilo de vida masculino, uma vez que os homens circulavam mais pelos espaços públicos e as mulheres tendiam a ficar em casa. Diante disto, as designers feministas propõem cidades mais acolhedoras, seguras e funcionais para todos e que valorizem a participação das pessoas que vivem nesses espaços nas decisões sobre como suas cidades devem ser.

### O bordado brasileiro
No Brasil, práticas como o bordado, antes vistas como trabalhos domésticos sem valor, vêm sendo ressignificadas pela população através da ótica feminista no design. Pesquisas mostram que essas técnicas manuais podem se tornar formas de fomentar e valorizar a autonomia das mulheres. Além disso, redes de colaboração entre designers feministas têm surgido, que buscam enfrentar a desigualdade de gênero em universidades e empresas deste setor. Essas redes fortalecem o apoio mútuo, a troca de experiências e novas formas de criar projetos acrescentando em suas bases novos valores, como o acolhimento e a promoção da justiça social.